# Miguel Ángel Martínez (piłkarz)
Miguel Ángel Martínez (ur. 19 stycznia 1984 w Buenos Aires) – argentyński piłkarz z obywatelstwem meksykańskim występujący na pozycji środkowego obrońcy.

## Kariera klubowa
Martínez jest wychowankiem drużyny Racing Club de Avellaneda, jednak jako siedemnastolatek wyjechał do Hiszpanii, aby spróbować sił w tamtejszym Atlético Madryt. Tam spędził niemal trzy lata, jednak występował wyłącznie w drużynie juniorów oraz rzadziej w trzecioligowych rezerwach. W późniejszym czasie reprezentował barwy innej hiszpańskiej drużyny – drugoligowego Getafe CF, w której spędził sześć miesięcy, nie rozgrywając żadnego oficjalnego spotkania. W lipcu 2004 powrócił do ojczyzny, podpisując umowę ze swoim macierzystym Racing Clubem, gdzie także nie potrafił przebić się do pierwszego zespołu. Profesjonalną karierę piłkarską rozpoczął dopiero w wieku dwudziestu dwóch lat jako zawodnik Belgrano de Córdoba, w którego barwach za kadencji szkoleniowca Mario Griguola zadebiutował w argentyńskiej Primera División, 26 listopada 2006 w zremisowanym 1:1 spotkaniu z Lanús. Szybko zaczął regularnie pojawiać się na ligowych boiskach, jednak na koniec rozgrywek 2006/2007 spadł z Belgrano do drugiej ligi, gdzie spędził jeszcze rok jako podstawowy piłkarz.
Latem 2008 Martínez został zawodnikiem meksykańskiego drugoligowca Club León, gdzie spędził kolejne pół roku w roli podstawowego zawodnika. Jego dobre występy zaowocowały transferem do występującego w najwyższej klasie rozgrywkowej Atlante FC z siedzibą w Cancún, w którym zgodnie z oczekiwaniami zastąpił na środku obrony swojego rodaka Javiera Muñoza Mustafę i od razu wywalczył sobie miejsce w wyjściowej jedenastce. W meksykańskiej Primera División zadebiutował 18 stycznia 2009 w zremisowanym 3:3 spotkaniu z Tolucą, natomiast premierowego gola w pierwszej lidze strzelił 11 kwietnia tego samego roku w zremisowanej 2:2 konfrontacji z Guadalajarą. W 2009 roku triumfował z Atlante w najbardziej prestiżowych rozgrywkach północnoamerykańskiego kontynentu – Lidze Mistrzów CONCACAF, zaś kilka miesięcy później wziął udział w Klubowych Mistrzostwach Świata, podczas których zajął ostatecznie ze swoją drużyną czwarte miejsce.
W lipcu 2010 Martínez został ściągnięty przez José Guadalupe Cruza – swojego byłego trenera z Atlante – do prowadzonego przez niego klubu Jaguares de Chiapas z miasta Tuxtla Gutiérrez. Tam również z miejsca został kluczowym punktem defensywy i już po roku za sprawą udanych występów dołączył do zespołu na zasadzie transferu definitywnego. Po upływie kolejnego roku – po odejściu z drużyny dotychczasowego lidera Jacksona Martíneza – został mianowany przez Cruza nowym kapitanem ekipy. Ogółem w barwach Jaguares spędził trzy lata, nie odnosząc jednak większych sukcesów – odszedł z zespołu bezpośrednio po tym, jak został on rozwiązany. W styczniu 2014, po sześciu miesiącach bezrobocia, podpisał umowę z klubem Querétaro FC, któremu władze Jaguares sprzedały swoją licencję. W barwach tej drużyny od razu wywalczył sobie niepodważalne miejsce na środku obrony i po kilku miesiącach otrzymał opaskę kapitańską. W międzyczasie uzyskał również meksykańskie obywatelstwo, w wyniku wieloletniego zamieszkiwania w tym kraju. W wiosennym sezonie Clausura 2015 zdobył z Querétaro wicemistrzostwo kraju, zaś podczas jesiennych rozgrywek Apertura 2016 wywalczył puchar Meksyku – Copa MX.

## Statystyki kariery
| Belgrano  | 2006–2007 | Argentyna | Primera División   | 18 | 0  | — | —              | —   | —  | —   | 18 | 0 |
| Belgrano  | 2007–2008 | Argentyna | Primera B Nacional | 29 | 1  | — | —              | —   | —  | —   | 29 | 1 |
| León      | 2008–2009 | Meksyk    | Ascenso MX         | 14 | 0  | — | —              | —   | —  | —   | 14 | 0 |
| Atlante   | 2008–2009 | Meksyk    | Liga MX            | 17 | 1  | — | —              | LMC | 5  | 0   | 22 | 1 |
| Atlante   | 2009–2010 | Meksyk    | Liga MX            | 30 | 0  | 3 | 0              | KMŚ | 3  | 0   | 36 | 0 |
| Chiapas   | 2010–2011 | Meksyk    | Liga MX            | 30 | 0  | — | —              | CL  | 11 | 0   | 41 | 0 |
| Chiapas   | 2011–2012 | Meksyk    | Liga MX            | 34 | 1  | — | —              | —   | —  | —   | 34 | 1 |
| Chiapas   | 2012–2013 | Meksyk    | Liga MX            | 20 | 0  | 1 | 0              | —   | —  | —   | 21 | 0 |
| Querétaro | 2013–2014 | Meksyk    | Liga MX            | 15 | 1  | 1 | 0              | —   | —  | —   | 16 | 1 |
| Querétaro | 2014–2015 | Meksyk    | Liga MX            | 36 | 0  | 6 | 0              | —   | —  | —   | 42 | 0 |
| Querétaro | 2015–2016 | Meksyk    | Liga MX            | 31 | 1  | — | —              | LMC | 5  | 0   | 36 | 1 |
| Querétaro | 2016–2017 | Meksyk    | Liga MX            | 0  | 0  | 0 | 0              | —   | —  | —   | 0  | 0 |
| Ogółem    |           |           |                    |    |    |   |                |     |    |     |    |   |
| Argentyna | Argentyna | Argentyna | 47                 | 1  | —  | — | —              | —   | —  | 47  | 1  |   |
| Meksyk    | Meksyk    | Meksyk    | 227                | 4  | 11 | 0 | LMC + KMŚ + CL | 24  | 0  | 262 | 4  |   |
| Ogółem    | Ogółem    | Ogółem    | 274                | 5  | 11 | 0 | LMC + KMŚ + CL | 24  | 0  | 309 | 5  |   |

Legenda:
- LMC – Liga Mistrzów CONCACAF
- KMŚ – Klubowe Mistrzostwa Świata
- CL – Copa Libertadores